# Södermanlands runinskrifter ATA4202/63
Södermanlands runinskrifter ATA4202/63 är ett vikingatida runstensfragment av röd sandsten som funnits på Toresunds kyrkogård, Toresunds socken och Strängnäs kommun. Fragmentet förvaras på Toresunds hembygdsmuseum. Runstensfragment är 0,25 meter högt och 0,23 meter brett. Runhöjden är 7 centimeter.

## Inskriften
Translitterering av runraden:
...-nu...
Normalisering till runsvenska:
...